# Раманатхапурам (округ)
Раманатхапурам (англ. Ramanathapuram) — округ в индийском штате Тамилнад. Образован в 1910 году из частей территорий округов Тирунелвели и Мадурай. Административный центр — город Раманатхапурам. Площадь округа — 4129 км². По данным всеиндийской переписи 2001 года население округа составляло 1 187 604 человека. Уровень грамотности взрослого населения составлял 73 %, что выше среднеиндийского уровня (59,5 %). Доля городского населения составляла 25,5 %. Президент Индии Абдул Калам родом из этого округа.